# Miss Bulgaria
Miss Bulgaria (en búlgaro: Мис България, romanizado: Mis Bŭlgariya) es un concurso de belleza nacional en Bulgaria. Se encargaba de seleccionar a las representantes del país para los concursos Miss Universo y Miss Mundo.
Envió candidatas a Miss Mundo y Miss Universo por última vez en 2013 y 2009, respectivamente.

## Historia
El concurso Miss Bulgaria se llevó a cabo por primera vez el 30 de enero de 1929 en el Casino Municipal de Sofía, organizado por el editor periódico Zora, Danail Krapchev. Lyuba Yotsova, de 22 años de Vratsa, resultó como la primera Miss Bulgaria. Posteriormente, Yotsova representó a Bulgaria en Miss Europa 1929. La segunda edición del concurso se llevó a cabo el 25 de enero de 1930 en Sofía y fue organizada por la revista Kragosvet, donde resultó ganadora Kunka Chobanova de 21 de años de Pleven. Posteriormente, Chobanova representó a Bulgaria en Miss Europa 1930. Según reportes, en septiembre de 1930, Chobanova viajó a Río de Janeiro (Brasil) para competir en Miss Universo 1930 pero regresó antes de la final del concurso porque estaba comprometida con Nikola Zedev, hijo de la actriz Zlatina Nedeva. Luego en 1967, la actriz Branimira Antonova de Sofía fue coronada Miss Bulgaria a los 15 años.
A partir de 1990, el empresario y propietario de la agencia de modelaje Intersound, Vasil Papazov empezó a organizar de nuevo el Miss Bulgaria. En diciembre de 1997, Papazov fue asesinado por recibir un disparo en la cabeza. Tras esto, su esposa Irina Papazova, se hizo cargo del concurso desde 1998. Sin embargo, ese mismo año, Miss Bulgaria 1995 Evgenia Kalkandzhieva empezó a organizar un concurso también llamado «Miss Bulgaria» a través de su agencia de modelaje Visage. Papazova perdió la licencia de Miss Mundo, así que envió a su Miss Bulgaria, Nataliya Gurkova, a Miss Universo 1998 y Kalkandzhieva envió a la suya, Polina Petkova, a Miss Mundo 1998. En 1999, Papazova también perdió la licencia de Miss Universo y, por lo tanto, su Miss Bulgaria, Elena Angelova, compitió en Miss Europa. La Miss Bulgaria de Kalkandzhieva, Violeta Zdravkova, compitió en Miss Mundo 1999. En 2000, las representantes para Miss Mundo y Miss Universo fueron seleccionadas por organizaciones diferentes. No hubo ninguna «Miss Bulgaria».
En 2002, se informó a la Organización Miss Mundo de que Miss Bulgaria 2002, Teodora Burgazlieva, había posado desnuda, cosa que estaba en contra de las reglas del concurso internacional. Burgazlieva no perdió el título de Miss Bulgaria pero no compitió en Miss Mundo 2002. En 2003, Darina Pavlova empezó a organizar el concurso Miss Bulgaria 2003 a través de su agencia Mega Talent. Sin embargo, fue advertida de que si usaba ilegalmente el nombre de «Miss Bulgaria» sería demandada. Por esto, llevó a cabo el concurso como «Miss Bulgaria Universo 2003» el 30 de marzo de ese año. Al año siguiente, Evgenia Kalkandzhieva, recibió la licencia para organizar el concurso.
En 2012, inicialmente, Ina Mancheva había sido declarada ganadora, pero una investigación posterior reveló que hubo votos falsos provenientes de países asiáticos como Bangladés y Pakistán, resultado de una vulneración en la seguridad del servidor de Internet que alojaba la plataforma de votación. Los atacantes violaron las defensas del servidor y manipularon la base de datos de votos. Tras anular la votación pública, el jurado declaró a Gabriela Vasileva como la verdadera ganadora, quien estaba un punto por delante de Mancheva.
En 2014, Bulgaria se retiró de Miss Mundo ya que el Miss Bulgaria 2014 se llevó a cabo una semana después del concurso internacional. En 2015, Evgenia Kalkandzhieva anunció que dejaría de organizar el concurso después de tener la licencia otorgada por Irina Papazova para hacerlo durante años.
En abril de 2023, el empresario francés Gaël Bonnel Sanchez adquirió la licencia para organizar y producir el concurso Miss Bulgaria. En junio de 2024, Miss Bulgaria 2023 Elizabeth Kravets, fue despojada de su título por «no cumplir con los deberes impuestos por su título».

## Ganadoras
| Año  | Miss Bulgaria         | Nombre en búlgaro    | Ciudad natal  | Ref.         |
| ---- | --------------------- | -------------------- | ------------- | ------------ |
| 2024 | Simona Petrova        | Симона Петрова       | Jaskovo       | [ 19 ]       |
| 2023 | Iliana Borisova       | Илияна Борисова      | Shumen        | [ 20 ]       |
| 2023 | Elizabeth Kravets     | Елизабет Кравец      | Varna         | [ 21 ]       |
| 2022 | Alexandra Krasteva    | Александра Кръстева  | Sofía         | [ 22 ]       |
| 2021 | Sara Mladenova        | Сара Младенова       | Shumen        | [ 23 ]       |
| 2020 | Ventsislava Tafkova   | Венцислава Тафкова   | Plovdiv       | [ 24 ]       |
| 2019 | Radinela Chusheva     | Радинела Чушева      | Sofía         | [ 25 ]       |
| 2018 | Teodora Mudeva        | Теодора Мудева       | Burgas        | [ 26 ]       |
| 2017 | Tamara Georgieva      | Тамара Георгиева     | Sofía         | [ 27 ]       |
| 2016 | Gabriela Kirova       | Габриела Кирова      | Varna         | [ 28 ]       |
| 2015 | Marina Voikova        | Марина Войкова       | Elin Pelin    | [ 29 ]       |
| 2014 | Simona Evgenieva      | Симона Евгениева     | Montana       | [ 30 ]       |
| 2013 | Nansi Karaboycheva    | Нанси Карабойчева    | Pazardzhik    | [ 31 ]       |
| 2012 | Gabriela Vasileva     | Габриела Василева    | Byala Slátina | [ 32 ]       |
| 2012 | Ina Mancheva          | Ина Манчева          | Vratsa        | [ 33 ]       |
| 2011 | Vanya Peneva          | Ваня Пенева          | Kazanlak      | [ 34 ]       |
| 2010 | Romina Andonova       | Ромина Андонова      | Sofía         | [ 35 ]       |
| 2009 | Antonia Petrova       | Антония Петрова      | Pernik        | [ 36 ]       |
| 2007 | Julia Yurevich        | Юлия Юревич          | Kozloduy      | [ 37 ]       |
| 2006 | Slavena Vatova        | Славена Вътова       | Shumen        | [ 38 ]       |
| 2005 | Rositsa Ivanova       | Росица Иванова       | Sofía         | [ 39 ]       |
| 2004 | Gergana Guncheva      | Гергана Гунчева      | Sofía         | [ 40 ]       |
| 2003 | Iva Titova            | Ива Титова           | Sofía         | [ 41 ]       |
| 2002 | Teodora Burgazlieva   | Теодора Бургазлиева  | —             | [ 7 ]        |
| 2001 | Ivayla Bakalova       | Ивайла Бакалова      | —             | [ 7 ]        |
| 1999 | Elena Angelova        | Елена Ангелова       | —             | [ 7 ]        |
| 1998 | Nataliya Gurkova      | Наталия Гуркова      | —             | [ 7 ]        |
| 1997 | Simona Velichkova     | Симона Величкова     | —             | [ 7 ]        |
| 1996 | Vyara Kamenova        | Вяра Каменова        | —             | [ 42 ]       |
| 1995 | Evgenia Kalkandzhieva | Евгения Калканджиева | Sofía         | [ 7 ]        |
| 1994 | Stela Ognyanova       | Стела Огнянова       | —             | [ 7 ]        |
| 1993 | Vyara Rusinova        | Вера Русинова        | —             | [ 7 ]        |
| 1992 | Elena Draganova       | Елена Драганова      | —             | [ 7 ]        |
| 1991 | Lyubomira Slavcheva   | Любомира Славчева    | —             | [ 7 ]        |
| 1990 | Violeta Galabova      | Виолета Гълъбова     | —             | [ 7 ]        |
| 1967 | Branimira Antonova    | Бранимира Антонова   | Sofía         | [ 5 ]        |
| 1930 | Kunka Chobanova       | Кунка Чобанова       | Pleven        | [ 4 ] [ 43 ] |
| 1929 | Lyuba Yotsova         | Люба Йоцова          | Vratsa        | [ 3 ]        |

## Representación internacional

### Miss Universo Bulgaria
: Declarada como ganadora
     : Terminó como finalista
     : Terminó como una de las semifinalistas o cuartofinalistas
     : Terminó como ganadora de premios especiales
| Año  | Provincia    | Miss Universo Bulgaria | Nombre en búlgaro   | Posición en Miss Universo | Premios especiales | Notas       |             |
| ---- | ------------ | ---------------------- | ------------------- | ------------------------- | ------------------ | ----------- | ----------- |
| 2009 | Ruse         | Elitsa Lubenova        | Елица Любенова      | No clasificó              |                    |             |             |
| 2008 | No compitió  | No compitió            | No compitió         | No compitió               | No compitió        | No compitió |             |
| 2007 | Sofía        | Gergana Kochanova      | Гергана Кочанова    | No clasificó              |                    |             |             |
| 2006 | Stara Zagora | Galena Dimova          | Галена Димова       | No clasificó              |                    |             |             |
| 2005 | Sofía        | Galina Gancheva        | Галина Ганчева      | No clasificó              |                    |             |             |
| 2004 | Sofía        | Ivelina Petrova        | Ивелина Петрова     | No clasificó              |                    |             |             |
| 2002 | Sofía        | Elina Georgieva        | Елина Георгиева     | No clasificó              |                    |             |             |
| 2001 | Varna        | Ivayla Bakalova        | Ивайла Бакалова     | No clasificó              |                    |             |             |
| 2000 | Vratsa       | Magdalina Valchanova   | Магдалина Вълчанова | No clasificó              |                    |             |             |
| 1999 | No compitió  | No compitió            | No compitió         | No compitió               | No compitió        | No compitió | No compitió |
| 1998 | Sofía        | Nataliya Gurkova       | Наталия Гуркова     | No clasificó              |                    |             |             |

### Miss Mundo Bulgaria
: Declarada como ganadora
     : Terminó como finalista
     : Terminó como una de las semifinalistas o cuartofinalistas
     : Terminó como ganadora de premios especiales
| Año  | Miss Mundo Bulgaria       | Posición en Miss Mundo |
| ---- | ------------------------- | ---------------------- |
| 2013 | Nansi Karaboycheva        |                        |
| 2012 | Gabriela Vasileva         |                        |
| 2011 | Vanya Peneva              |                        |
| 2010 | Romina Andonova           |                        |
| 2009 | Antonia Petrova           |                        |
| 2008 | Julia Yurevich            |                        |
| 2007 | Paolina Racheva           |                        |
| 2005 | Rositsa Ivanova           |                        |
| 2004 | Gergana Guncheva          |                        |
| 2003 | Rajna Naldzhieva          |                        |
| 2002 | Desislava Antoniya Guleva |                        |
| 2001 | Stanislava Karabelova     |                        |
| 2000 | Vanya Peycheva            |                        |
| 1999 | Violeta Zdravkova         |                        |
| 1998 | Polina Petkova            |                        |
| 1997 | Simona Velitchkova        |                        |
| 1996 | Viara Kamenova            |                        |
| 1995 | Evgenia Kalkandzhieva     | Top 10                 |
| 1994 | Stella Ognianova          |                        |
| 1993 | Vera Roussinova           |                        |
| 1992 | Elena Draganova           |                        |
| 1991 | Liubomira Slavcheva       |                        |
| 1990 | Violeta Galabova          |                        |

## Galería de ganadoras

Miss Bulgaria 2009 Antonia Petrova
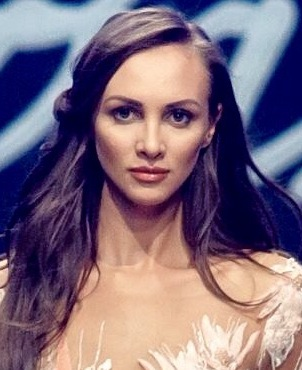
Miss Bulgaria 2007 Julia Yurevich
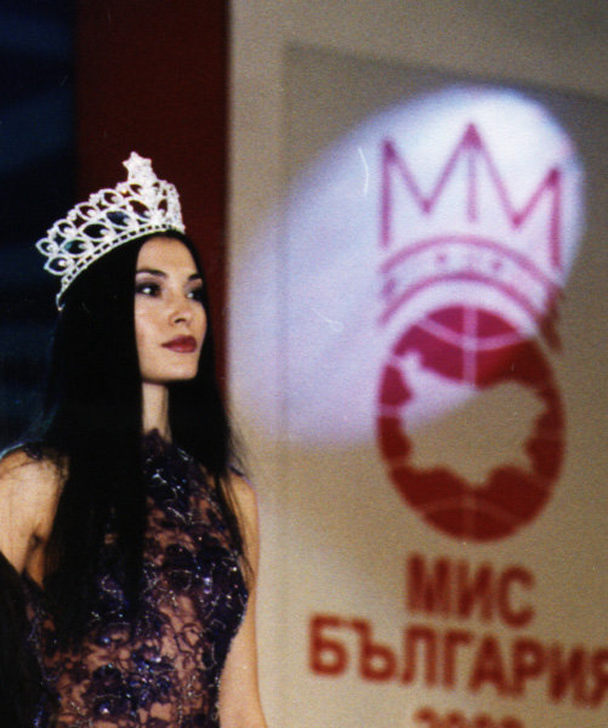
Miss Bulgaria Mundo 2001 Tania Karabelova
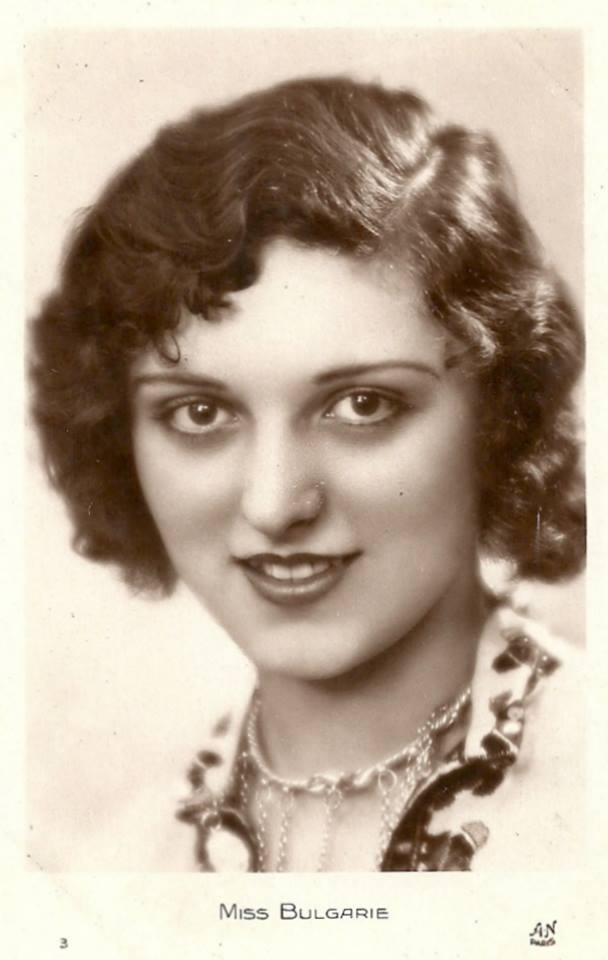
Miss Bulgaria 1930 Kunka Chobanova
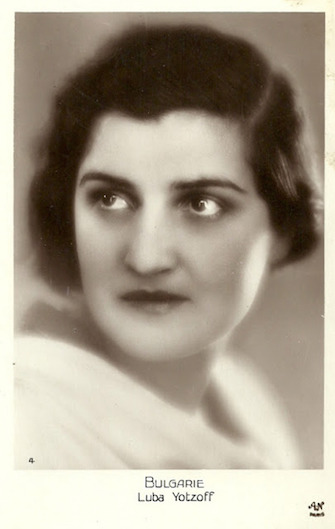
Miss Bulgaria 1929 Lyuba Yotsova